# Extensions du jeu Les Sims 2
 (décembre 2021).
- Si vous ne connaissez pas le sujet, laissez ce bandeau (vous pouvez alors contacter les auteurs).
- Si vous supprimez le contenu mis en cause (vous pouvez préalablement contacter les auteurs),

argumentez précisément cette suppression dans la page de discussion
(un manque de référence n'est pas un argument ; une recherche réelle de référence doit avoir été effectuée, être formellement documentée).
Les extensions du jeu Les Sims 2 sont au nombre de dix-sept. Il existe huit disques additionnels et neuf kits d'extension. Les disques additionnels permettent d'enrichir l'expérience de jeu en fournissant au joueur de nouveaux éléments dans le gameplay, accompagnés de séries d'objets variés. Quant aux kits d'extensions, ce sont uniquement des collections d'objets sur des thèmes variés (famille, mode, fête, luxe…).

## Disques additionnels

### Les Sims 2: Académie
Les Sims 2 : Académie est la première extension développée pour le jeu vidéo Les Sims 2, sortie en 2005. Cette extension ajoute au Sim une étape de vie supplémentaire (Jeune adulte) afin que le joueur ait la possibilité d'assurer la gestion des études universitaires de ses Sims.

#### Études
Il existe quatre années d'études divisées en deux semestres. À chaque fin de semestre, un examen a lieu qui décide si oui ou non l'étudiant peut passer en année supérieure ou doit redoubler.
En première année, les étudiants suivent des études "non spécialisées" s'ils sont encore indécis. Ces dernières rassemblent l'ensemble des spécialités existantes. Un Sim devra choisir une spécialité avant la fin de la troisième année.
Une jauge, dans l'onglet "Carrière" du Sim sélectionné, évalue les capacités de réussite. Pour que l'étudiant réussisse son examen final, il faut que sa jauge soit égale ou supérieure à la moitié, elle apparaît alors en Platine. Dans le cas contraire, elle apparaît en rouge. Cette jauge peut ne pas être remplie complètement, même à la moitié, si le Sim ne répond pas aux compétences exigées (cuisine, mécanique, etc.), il faut obtenir les points demandés pour que la jauge s'élève. Il existe plusieurs moyens de remplir cette jauge :
- Faire ses devoirs universitaires pendant une heure ou deux. Ils peuvent se faire autant de fois que l'on veut dans un semestre. Pour cela, il faut cliquer sur le Sim et ensuite sur "Université…", "Faire ses devoirs"
- Faire des recherches depuis un livre, cette action est illimitée dans le temps, elle peut se faire pendant plusieurs heures en cliquant sur une bibliothèque puis "Université…", "Faire des recherches"
- Rédiger une dissertation pendant quelques heures. Les Sims ne peuvent faire qu'une dissertation par semestre depuis un ordinateur en cliquant sur "Université…", puis "Rédiger une dissertation"
- Aller en cours quotidiennement. Les horaires diffèrent selon la spécialité choisie, ils durent généralement de 2 à 3 heures dans une branche horaire de 8h à 22h. La technique est la même que pour les enfants allant à l'école et les adultes au travail: on ne peut pas voir le cours-même. Si le Sim n'y va pas directement, il faut cliquer sur ce dernier puis "Université…", "Aller en cours"
- Sympathiser avec les professeurs, qu'ils ont connus lors de leurs cours ou non. Plus ils sympathisent avec eux, plus leur jauge s'élève. Si leurs relations sont mauvaises, la jauge descendra.
- Si le sim fait partie d'une société secrète, il peut, à partir de n'importe quel ordinateur, modifier ses notes personnelles.Attention!Il doit avoir un haut niveau de logique, sinon la police arrive et il doit payer une amende.

À leur examen final, les Sims peuvent recevoir une mention et éventuellement les encouragements du doyen si leur travail est excellent. Chaque mention est obtenue avec une somme d'argent proportionnelle à leur note.
Il y a trois récompenses selon le passage d'une année d'étude à une autre.
- Après avoir passé la première année, le Sim reçoit 5 désirs
- Après avoir passé la deuxième année, le Sim peut changer d'aspiration
- Après avoir passé la troisième année, le Sim reçoit 6 désirs et la capacité d'en bloquer deux.

#### Financement des études
Avant d'entrer à l'université, pendant la phase d'adolescence, les Sims reçoivent une bourse d'études de 500 Simflouz ainsi que des bourses bonus pouvant être obtenues par divers moyens (excellentes notes, adolescent orphelin, haut niveau d'une compétence, etc.). Pendant les années d'études, les étudiants peuvent aussi gagner de l'argent grâce aux méthodes suivantes :
- Professeur particulier : pour l'étudiant ayant plus de compétences "Logique" que l'autre en l'aidant à faire ses devoirs contre de l'argent.
- Entraînement physique : pour l'étudiant ayant plus de compétences "Physique" que l'autre en l'entraînant physiquement.
- Musique : par le Freestyle ou par les instruments, le Sim chante contre de l'argent que les Sims étant sur le terrain donnent.
- Barman ou travail à la cafétéria : le Sim peut prendre la place d'un barman sur un terrain communautaire ou à la place du cuisinier de la cafétéria du logement universitaire contre 10 à 16 Simflouz toutes les 10 minutes.

#### Campus
Trois campus sont spécialement créés, modelables à volonté par le joueur :
- L’Université Nationale de SimState qui met en place toutes les infrastructures de l'aspect universitaire du jeu : des bâtiments universitaires (bibliothèques, salles de sport…) et des terrains communautaires divers (parcs, bars…) qui jouent le rôle de balance entre les études et le divertissement.
- La Faculté La Fiesta, située dans le désert. Comme son nom l'indique, elle est principalement axée sur les lieux de divertissement comme les boîtes de nuit.
- L’Académie LaTour est la plus sérieuse de toutes. Elle est principalement axée sur les études et possède peu de lieux de divertissement. C'est aussi la seule dépourvue d'associations d'étudiants.

Le joueur peut également créer ses propres campus basés sur des terrains vides.

#### Nouvelles carrières
Les diplômes obtenus permettent aux carrières d'avoir un niveau plus élevé d'entrée dans les promotions. Les Sims adultes disposent de quatre nouvelles carrières :
- Sciences naturelles
- Show business
- Paranormal
- Artiste

Chaque carrière a une récompense différente :
- Laganaphyllis Simnovorii, une plante carnivore, semblable à l'Élixir de vie du jeu original. (Sciences naturelles)
- Dr. Vu's Automated Cosmetic, un kit de chirurgie plastique de maison, qui permet de modifier la structure faciale d'un Sim, de l'empirer si l'appareil ne fonctionne pas correctement. (Show business)
- Resurrect-O-Nomitron, un téléphone permettant de contacter la Faucheuse et de négocier un prix pour ressusciter un Sim défunt. Il peut en résulter une résurrection parfaite, comme incomplète jusqu'à faire d'un défunt un zombi selon l'argent donné.
- Luminous Pro Antique Camera, un appareil photo antique qui permet aux Sims de faire certaines poses.

### Les Sims 2: Nuits de folie
(septembre 2010).
Les Sims 2 : Nuits de folie est la seconde extension réalisée pour le jeu vidéo Les Sims 2, sortie en France le 15 septembre 2005. Cet addiciel se base sur le thème de la fête et de la vie nocturne comme celui qui avait été créé pour Les Sims : Les Sims : Surprise-Partie. La majorité des nouveautés, notamment l'ajout de nouveaux lieux publics, concernent ce domaine.

#### Le Centre-ville
Les sims ont dorénavant accès à un centre-ville qui se greffe au quartier résidentiel dans lequel ils pourront sortir entre autres au restaurant ou dans des boîtes de nuit.

#### L'Amour
La thématique du rendez-vous amoureux abordée dans l'add-on des Sims : Les Sims : et plus si affinité est mise plus en avant avec l'apparition de nouveaux mécanismes dans la conquête amoureuse.
Le joueur peut en effet voir la chimie qui passe entre deux sims et peut aussi désigner les préférences et les tue-l'amour de son personnage.
- Les préférences sont des traits de caractère que les autres sims peuvent avoir et si c'est le cas le sim peut être attiré par l'autre en disposant.
- Les tue-l'amour sont des traits de caractère des sims, mais à l'inverse des préférences, le sim peut être rebuté par l'autre.

#### Autres nouveautés
- Cette extension ajoute 125 nouveaux objets objets[Lesquels ?]
- De nouveaux personnages font leur apparition, tel que le vampire ou l'entremetteuse
- Des interactions inédites
- Les sims peuvent désormais disposer de leur propre véhicule.

### Les Sims 2: La Bonne Affaire
Les Sims 2 : La Bonne Affaire est le troisième disque additionnel développé pour le jeu vidéo Les Sims 2, sorti le 3 mars 2006. Cet addiciel permet aux Sims de fonder leur propre entreprise.

#### Entreprises
Les Sims 2 : La Bonne Affaire ajoute la possibilité aux Sims de créer leur propre entreprise, soit à domicile, soit sur un terrain communautaire.
Comme les deux extensions précédentes, La Bonne Affaire introduit un nouveau quartier, un commercial et un résidentiel (Le village Rivazur). Les Sims ne sont pas contraints d'ouvrir leur commerce dans ce quartier. Ils peuvent en effet le faire dans leur propre quartier, dans un autre quartier commercial ou encore, pour les possesseurs de l'extension Les Sims 2 : Nuits de folie, dans le centre-ville, bien que le manuel de jeu suggère le quartier commercial, par sa plus grande fréquentation de clients.

#### Badges de talents
Un système de "badges de talents" a été introduit dans cette extension, qui permettent au sim de développer des facultés ressemblants aux compétences classiques mais dénommés "talents". Des badges de talents existent dans des domaines divers dont voici une liste (non exhaustive) :
- Aptitude à utiliser une caisse enregistreuse;
- Aptitude à vendre un produit;
- Aptitude à créer des jouets;
- Aptitude à créer des bouquets de fleurs;
- Aptitude à créer des robots;
- Aptitude à réassortir des objets;

Trois niveaux existent : bronze, argent et or. Suivant son niveau dans un talent, un sim aura accès à de nouvelles interactions ou pourra créer des objets plus complexes sur les établis.

#### Autres nouveautés
D'autres nouveautés au niveau du gameplay ont été ajoutées, dont la possibilité de créer de nouveaux objets grâce aux établis et un avantage pour les propriétaires d'entreprises.

### Les Sims 2: Animaux et Cie
Les Sims 2 : Animaux et Cie est le quatrième disque additionnel pour le jeu vidéo Les Sims 2, sorti le 17 octobre 2006 aux États-Unis et le 19 octobre 2006 en Europe. Cette extension a pour thème les animaux de compagnie. Elle est similaire à l'extension Les Sims : Entre Chiens et Chats du premier opus.

#### Animaux de compagnie
L'extension ajoute divers animaux dans la vie des Sims : des chiens, des chats, des poissons, des cochons d'Inde, ainsi que des oiseaux. Il est également possible de créer ses propres races de chiens et de chats, de leur définir une personnalité, de les dresser et même de leur donner une carrière (parmi le Show Business, la sécurité et les services à la personne).
Pour les détenteurs de l'extension, La Bonne Affaire, il leur est possible de créer et de gérer leur propre animalerie.

#### Loups-garous
Fidèlement à la tradition, une nouvelle créature imaginaire s'ajoute au gameplay du jeu : le loup-garou. Le joueur peut les reconnaitre car dans la nuit ils ont les yeux jaunes et sont la plupart du temps noirs. Un sim mordu par un loup-garou en devient un lui-même. Il se transformera chaque nuit et pourra mordre d'autres sims pour en faire des loups-garous à leur tour.

### Les Sims 2: Au fil des saisons
Les Sims 2 : Au fil des saisons est le cinquième disque additionnel pour le jeu vidéo Les Sims 2, sorti le 27 février 2007 aux États-Unis et le 1er mars 2007 en Europe.

#### Météo
Demandé par les joueurs, Les Sims 2 : Au fil des Saisons a pour principale nouveauté le défilement des saisons. Chaque saison dure 5 jours mais peut être allongée par une récompense d'aspiration. La météo diffère selon les saisons et se montre aléatoire : ainsi, il est possible qu'il y ait de la pluie, de la grêle, des orages, de grandes chaleurs, et de la neige ; le ciel est par ailleurs changeant, ce qui cause des différences de luminosité. Chaque Sim a dorénavant une température interne, indiquée par un thermomètre sur l'avatar de chacun de ces Sims qui ne doit être, ni trop élevée (en cas de grandes chaleurs, ce qui peut causer des coups de soleil, voire une combustion spontanée), ni trop basse (en cas de grands froids, les Sims peuvent geler). Par ailleurs, les saisons peuvent avoir un effet sur les Sims, hormis une influence sur leur température interne : les Sims sympathisent davantage avec les autres Sims au printemps et en été et les compétences sont obtenues plus rapidement durant l'automne, entre autres.

#### Jardinage etVegésims

##### Jardinage
Le jardinage est une autre des nouveautés majeures de cette extension. Les Sims peuvent cultiver des fruits et des légumes tels que les fraises, les pommes, les tomates, les concombres, qui peuvent être vendus ou récoltés dans l'intérêt personnel des Sims. Ces cultures peuvent être exploitées à l'extérieur, dans un potager mais également à l'intérieur d'une serre en cas d'intempéries ou de températures pouvant être néfastes pour les cultures (neige, par exemple). Les cultures sont plus ou moins bonnes selon qu'elles sont bien entretenues ou non et si les plants sont arrosés et traités contre les nuisibles. Au commencement, les Sims ne peuvent que cultiver des tomates, puis des citrons, pommes et oranges et enfin, quand un Sim a le badge Or en jardinage, il a la possibilité de planter poivrons, concombres, fraises, haricots verts et aubergines.

##### Badge de jardinage
Le système de badges de talent (cf. Les Sims 2 : La Bonne Affaire) s'agémente d'une nouvelle aptitude : le badge de jardinage. Comme dit précédemment, ce badge permet de cultiver plus de d'espèces de fruits et de légumes. Avoir le badge d'or permet également de pouvoir parler aux plantes et ainsi augmenter la qualité des fruits et légumes récoltés.

##### Végésims
Si les Sims abusent de pesticides, il se transforment en Végésims. Ce sont des êtres-plantes, verts, avec une coiffure en forme de fleur. Ils n'ont que trois besoins à satisfaire : avoir assez de lumière, être bien hydratés et recevoir de l'affection grâce aux interactions sociales. Ces Végésims peuvent néanmoins avoir des rapports sexuels, se marier et avoir des enfants. Un Sim né ou transformé en Végésim obtient automatiquement un badge Or en jardinage et a la faculté de parler aux végétaux. Il est possible de guérir du végésimisme en achetant une potion au club de jardinage.

#### Nouvelles carrières
Il y a six nouvelles carrières pour les Sims qui sont : l'aventure, les jeux vidéo, la justice, la musique, le journalisme et l'éducation et chacune de ces carrières apporte des récompenses professionnelles, disponibles à un certain niveau hiérarchique. Contrairement aux carrières des Sims 2 : Académie, celles de cet add-on sont également accessibles pour les adolescents et les Sénior. Dans l'ordre respectif des carrières dont elles sont associées, les récompenses professionnelles sont :
- le Crane d'or de Simik IV qui remonte les barres d'humeur lorsqu'un Sim est en interaction avec l'objet, débloqué au niveau 5 ;
- le Flipper "Feu et noix de coco chez les Tikis" qui distrait un Sim et lui permet de gagner de l'argent en y jouant, débloqué au niveau 5 ;
- le Pupitre de plaidoirie "Objection" qui permet de faire travailler le charisme d'un Sim, tout en lui faisant gagner de l'argent, 200 Simflouz de l'heure, débloqué au niveau 6 ;
- Triomphe du rock qui distrait un Sim et lui permet d'améliorer sa créativité, débloqué au niveau 6 ;
- le Prix Vandenpulz d'Excellence du journalisme qui remonte les barres d'humeur lorsque le Sim est en interaction avec l'objet, débloqué au niveau 6 ;
- la bibliothèque La lecture pour la culture : la Bibliothèque éducative qui permet à un Sim d'améliorer n'importe quelle compétence, débloquée au niveau 5.

#### Autres nouveautés
Enfin, l'add-on ajoute de nombreux objets dont des toboggans pour piscines, des patinoires, des pistes de skate. Les Sims peuvent également pêcher s'il y a une mare, durant toute l'année sauf l'hiver, où les poissons sont absents. Il y a aussi des nouveautés en ce qui concerne la construction, notamment au niveau des piscines, qui peuvent désormais posséder des formes sphériques.
Au niveau vestimentaire, les Sims doivent choisir, en plus des différentes catégories existantes (vêtements quotidiens, de soirée, sous-vêtements…) des vêtements d'extérieur en cas de froid et chacune de ces catégories peut être associée à une coiffure spécifique.
Le jeu propose également un quartier inédit : Florimont-la-Rivière.

#### Musique
Ce disque additionnel contient les genres musicaux new age et jamband. La station new age utilise les chansons originaires du jeu original, Les Sims du mode achat, qui révèle un sentiment de nostalgie du premier jeu. Certaines chansons populaires ont été modifiées en Simlish :
- "Smile" - Lily Allen
- "Mr. High And Mighty" - Gov't Mule
- "Blue Jeans Pizza" - moe.
- "Zoom" - Tata Young
- "N" - The Breadbox Band
- "The Next One" - The Chris McCarty Band
- "Close Your Eyes" - The String Cheese Incident
- "When It All Falls Apart" - The Veronicas

### Les Sims 2: Bon voyage
Les Sims 2 : Bon Voyage est le sixième disque additionnel pour le jeu vidéo Les Sims 2, sorti le 6 septembre 2007 en Europe. Cet addiciel est axé sur le thème des vacances et de la détente. Ce thème a été repris plus tard dans Les Sims 3 : Destination Aventure.

#### Les vacances

##### Généralités
Les sims peuvent s'offrir des vacances, simplement en réservant grâce au téléphone ou l'ordinateur. un sim qui part en vacances doit choisir la destination, la durée, le jour du départ (plus le Sim réserve tôt, plus le prix du billet d'avion diminue) et les sims qui l'accompagne. En effet, en plus de la famille, il est possible d'inviter des amis. Par contre, si des enfants ou des animaux restent seuls, il faut faire venir une nourrice pour garder la maison. Arrivés sur place, les Sims doivent choisir un hébergement et réserver une chambre dans l'hôtel ou le gîte choisi.

##### Les trois destinations
En vacances, les Sims peuvent se reposer mais aussi faire des excursions (à chaque excursion correspond une carte chance qui leur permet de gagner des points de compétence par exemple), découvrir la culture locale, acheter des souvenirs, goûter de nouveaux plats, chercher des trésors, découvrir des terrains secrets, apprendre de nouvelles interactions etc.
Toutes ces occupations dépendent de la destination de vacances.

###### Les Trois Lacs
Situé en montagne, Les trois lacs offrent aux Sims une destination familiale où la nature est prépondérante. Ils pourront faire du camping en pleine nature ou loger dans une auberge toute en bois. Ils pourront pêcher, faire un feu de bois, s'entraîner au lancé de haches etc.
- Excursions : Expéditions bûches, Observations d'oiseaux et randonnées nature.
- Plats exotiques : Crêpes épaisses, Grillade de silure et Tourte au poulet.
- Salut local : Se frapper le torse.
- Massage local : Massage appuyé.
- Terrain secret : Le terrier caché. On peut y rencontrer le yéti.
- Autres : Apprendre la polka.

###### Les îles Twikkii
Inspiré des destinations tropicales, les Sims peuvent y prendre un bain de soleil sur des plages paradisiaques et revenir bronzés… ou avec des coups de soleil. Certains préfèrent construire des châteaux de sables tandis que d'autres cherchent des coquillages, nagent en mer ou visitent des bateaux pirates.
- Excursions : Bateau à fond de verre, Expédition en hélicoptère et Parachute ascensionnel.
- Plats exotiques : Côtes de bœuf Luau, Mahi-mahi et Surprise d'ananas.
- Salut local : Salut cool.
- Massage local : Massage aux pierres chaudes.
- Terrain secret : La hutte mystérieuse. On peut y récupérer la poupée vaudou.
- Autres : Apprendre le hula polynésien et la danse du feu.

###### Le village Takemizu
En partant en extrême-orient, les Sims prennent des vacances tranquilles. Ils peuvent jeter une pièce dans l'Autel spirituel des grâces étranges, entretenir le jardin zen, boire du thé ou encore jouer au Mah-jong.
- Excursions : Bateau sur le fleuve, Forêt de bambous et Randonnée historique.
- Plats exotiques : Bol de riz, Chirashi et Ramen.
- Salut local : S'incliner.
- Massage local : Acupressure.
- Terrain secret : La pagode dans la brume. Grâce au vieux sage, on peut y apprendre le tai-chi et la légende du dragon.
- Autres : Apprendre la téléportation.

##### Autres
- Les Sims peuvent partir en voyage pour leur lune de miel. Ils réservent alors qu'ils sont fiancés et une navette viendra les chercher juste après le mariage.
- Il est possible d'acheter une maison en vacances. Dans ce cas, seuls les billets d'avion seront facturés.
- En plus de souvenirs matériels que les Sims peuvent rapporter, ils peuvent aussi collectionner les vrais souvenirs qui sont au nombre de 45. Parmi eux, on trouve par exemple Faire cinq excursions, Commander un service d'étage, Apprendre le tai-chi etc.
- En revenant de vacances, les Sims peuvent bénéficier de bonus temporaires s'ils ont passé de bonnes vacances. Il y en a six :
  - Dynamisme : les Sims bénéficient d'un bonus en gain de compétences, badges et devoirs.
  - Indulgence : il est plus difficile d'exaspérer votre Sim, les Sims contre qui il était furieux sont pardonnés et ses relations mettent plus de temps à se dégrader.
  - Insouciance : votre Sim obtient une case désir supplémentaire.
  - Je ne sais quoi : les actions romantiques sont facilitées.
  - Motivation : les performances au travail sont meilleures et les promotions sont plus faciles à obtenir.
  - Productivité : les barres de confort, vie sociale et distraction baissent moins vite.

#### Nouveaux personnages

##### Le yéti
On le rencontre uniquement dans le terrain secret des Trois Lacs. En devenant ami avec lui, on collecte un souvenir de vacances de plus mais on peut également lui proposer de rentrer de vacances avec nous. Il devient alors un personnage jouable qui s'ajoute au foyer. De plus, on ne peut que se lier d'amitié avec un yéti et il ne peut pas avoir d'enfant.

##### Le charlatan
On le trouve sur tous les terrains communautaires (du quartier principal, des destinations vacances etc.) et on peut simplement lui demander "Qu'est ce qui est bien ici ?". Par contre il peut venir voler de l'argent à un Sim. Dans ce cas, la bulle d'action qui apparaît est Se faire saluer. Pour récupérer son argent, il est possible de se battre avec le charlatan. La victoire dépend de la forme physique du Sim. Il est également possible de se débarrasser du charlatan grâce à la borne téléphonique avec Annoncer une triche ou Signaler un vol si vous voyez un autre Sim se faire dépouiller.

##### Le ninja
C'est un personnage spécifique du village Takemizu. Le ninja apparaît furtivement sur les terrains communautaires et les Sims peuvent lui demander de leur apprendre la téléportation. Pour cela, il faut d'abord répondre correctement à une devinette (la bonne réponse est choisie de manière aléatoire).

##### Le vieux Sage
Le vieux sage se trouve à la "Pagode dans la brume". On ne peut y accéder seulement si en creusant, le sim a trouvé la carte déchirée correspondante. Ce vieux sage lui racontera la légende du dragon seulement s'il l'impressionnera ; Pour cela, un salut à la manière orientale est nécessaire (s'il connaît cette manière de saluer). Il faut ensuite s'entrainer avec lui au Tai-chi, lui servir du thé. Si le sim possède une poupée vaudou, il pourra lui jeter un sort d'amitié… il racontera alors sûrement la légende du dragon.

#### Autres nouveautés
En plus des nouveaux vêtements, objets, sols et papier-peints en rapport avec les trois destinations de vacances, Bon Voyage offre quelques nouveautés :
- Lors de la création d'un Sim, il est désormais possible de choisir des bijoux en plus du maquillage, des lunettes, etc. Désormais, on y trouve bracelets, colliers, montres, bagues, boucles d'oreilles et piercings. Il est également possible d'aller en acheter sur des terrains communautaires.
- En vacances, les Sims ont toujours sur eux un appareil-photo. Ils peuvent ainsi prendre la pose devant des monuments, la plage ou simplement dans leur chambre d'hôtel. En rentrant de vacances, ils pourront commander un album photo et ainsi garder leurs précieux souvenirs.

### Les Sims 2: Quartier libre
Les Sims 2 : Quartier libre est le septième disque additionnel pour le jeu vidéo Les Sims 2, sorti le 28 février 2008 en Europe. Ce disque additionnel permet aux sims de développer des passe-temps.

#### Loisirs

##### Description
Désormais, les Sims peuvent pratiquer de nouvelles activités dont la progression est symbolisée par une jauge de dix points. Ils peuvent ainsi se découvrir une passion parmi les passe-temps suivants :
- Bricolage
- Cinéma & Littérature
- Cuisine
- Fitness
- Jeux
- Loisirs créatifs
- Musique & Danse
- Nature
- Sciences
- Sport

Chaque sim possède un passe-temps de prédilection : lorsqu'il pratique cette activité pour la première fois, il est entouré d'un halo argenté.

##### Points de compétence et bonus
Les points de compétence s'obtiennent grâce à l'utilisation d'objets déjà présents dans le jeu (le piano, le chevalet, le télescope etc.). De nouveaux objets (le vélo d'appartement, les jeux de sociétés, la voiture à réparer etc.) mais aussi en faisant une randonnée pédestre, un jogging ou en bricolant les appareils électroménagers. Chaque point acquis débloque une nouvelle interaction. Les sims peuvent ainsi parler de leur passe-temps, rédiger un blog à propos de ce passe-temps, s'abonner à un magazine, devenir membre d'un club et accéder à un terrain secret où ils pourront pratiquer leur activité et se faire des amis… De plus, certains loisirs offrent des interactions particulières comme servir de nouveaux plats pour la cuisine, préparer un mélange protéiné pour le fitness ou encore invoquer les extraterrestres en sciences. Un sim ayant dix points d'un loisir est au taquet lorsqu'il pratique cette activité : il est entouré d'une lumière argentée et ses besoins baissent moins vite.

##### Gagner de l'argent grâce aux loisirs
Grâce aux nouvelles interactions et aux nouveaux objets, il est possible de gagner de l'argent en réparant une voiture, en trouvant une nouvelle planète au télescope, en gagnant un concours de cuisine ou de jeux vidéo…

#### Points d'aspiration
Désormais, la jauge d'aspiration à long terme permet de collecter des points bonus qui peuvent être dépensés de deux manières différentes :
- Bonus d'aspiration : À la manière des bonus commerciaux des Sims 2 : La bonne affaire, les points d'aspirations peuvent débloquer des capacités spéciales. Ces bonus sont répartis en trois catégories :
  - besoins : les barres de besoins baissent plus lentement.
  - travail : de nouvelles interactions sont disponibles comme Supplier pour un emploi.
  - aspiration principale : de nouvelles interactions sont disponibles en fonction de l'inspiration principale choisie. Par exemple, Invoquer les extraterrestres pour la connaissance, Chanter une chanson paillarde pour le plaisir, Investir en bourse pour la richesse, Super fertilité pour la famille etc.
- Aspiration secondaire : Dès l'adolescence, les points peuvent également être utilisés pour choisir une aspiration secondaire, ce qui permet de garder plus facilement le moral des sims au beau fixe. Aux aspirations popularité, richesse, famille, amour, plaisir et connaissance, se rajoute l'aspiration fromage fondu.

#### Nouvelles carrières
Cinq nouvelles carrières sont disponibles, ainsi que leurs récompenses professionnelles :
- Architecture : permet de gagner une table à dessin.
- Danse : permet de gagner une barre de danse.
- Divertissement : permet de gagner une étoile de célébrité.
- Espionnage : permet de gagner un amplificateur de sons.
- Océanographie : permet de gagner un étang spécial.

#### Le génie
Un nouveau personnage fait son apparition dans cette extension. Il s'agit du génie de la lampe magique apportée par l'entremetteuse. Plus un sim a une aspiration à long terme élevée ou un goût pour un passe-temps développé, plus il a de chance de se voir offrir la lampe magique.
Cette lampe permet de choisir trois vœux parmi ceux-ci :
- Beauté : attirance chimique maximale avec les autres sims pendant quelques jours.
- Longue vie : même effet que l'Elixir de vie, c'est-à-dire rajeunissement de quelques jours.
- Paix de l'esprit : aspiration platine à vie.
- Résurrection (seulement si une des connaissances du sim est morte)
- Richesse : quatre sacs contenant respectivement 10 000, 7 000, 4 000 et 1 000 simflouz tombent du ciel.
- Tromper la mort : possibilité d'implorer la faucheuse.

#### Autres nouveautés
Enfin, ce disque additionnel apporte d'autres nouveautés en plus des sols, papier-peints et objets :
- Lorsqu'un sim grandit, il est possible de faire grandir jusqu'à trois personnages non jouables avec lui à condition qu'ils soient amis.
- Un certain Mr Humble offre un ordinateur avec le jeu des Sims 3 aux sims qui emménagent pour la première fois.
- Deux nouveaux badges font leur apparition : un badge de poterie (à obtenir avec le tour de potier) et un badge de couture (à obtenir avec la machine à coudre).
- Une nouvelle compétence est accessible dans la bibliothèque : l'éducation. Lorsque cette compétence est maîtrisée, elle permet de surveiller les bébés plus facilement grâce à l'option Jeter un œil.
- Il est maintenant possible de créer des stations radios personnalisées avec ses propres fichiers audios.
- Un nouveau quartier est disponible : La Vallée des Souhaits

### Les Sims 2: La vie en appartement
Les Sims 2 : La Vie en appartement est le huitième disque additionnel pour le jeu vidéo Les Sims 2, sorti le 28 août 2008 en Europe. Cette extension permet aux Sims de vivre en appartements.

#### Les appartements

##### Généralités
Désormais, les Sims ont la possibilité de vivre en appartement. Comme pour l'achat d'une maison, les Sims emménagent directement depuis le quartier sur un nouveau type de terrain A louer. Il suffit ensuite de choisir un appartement en cliquant sur la porte, puis l'immeuble se remplit progressivement de personnages non jouables avec lesquels beaucoup d'interactions sont possibles. En effet, les Sims peuvent développer d'excellentes relations avec leurs voisins qui pourront leur rendre visite, garder gratuitement leurs enfants, organiser des fêtes ; mais ils peuvent aussi tomber sur des Sims bruyants qui les réveilleront en plein milieu de la nuit et qu'il faudra réprimander en cognant sur le mur ou en allant directement se plaindre chez eux.
En appartement, la majorité des outils constructions sont bloqués (les papier-peints et sols restent disponibles), ainsi que certains objets.

##### Loyer
Étant obligatoirement locataire, le Sim doit payer un loyer hebdomadaire (le lundi) mais doit aussi continuer à payer ses factures. En contrepartie, le propriétaire prend en charge toutes les réparations dans l'appartement comme les fuites ou les invasions d'insectes ainsi que l'arrosage, les réparations, l'entretien des plantes et des parties communes du terrain. Il organise aussi parfois des fêtes de voisinage le week-end.

##### Colocation
Pour agrandir son réseau d'amis ou simplement partager le loyer, le sim a la possibilité d'avoir un colocataire. On ne peut en avoir qu'un seul à la fois. Il s'agit d'un personnage non jouable que l'on peut mettre à la porte si nécessaire.
On peut trouver un colocataire via l'ordinateur, le journal et le téléphone ; la personnalité des personnages est décrite afin de choisir le colocataire le plus en phase avec le sim. Il est également possible de mettre une annonce par téléphone.

#### Sorcellerie
Autre nouveauté de ce disque additionnel, les sorcières peuvent être rencontrées sur les terrains communautaires. En se liant d'amitié avec elles, un Sim peut se faire initier à la magie et devenir sorcier. Il pourra ainsi voyager en balai volant et découvrir de nouveaux terrains secrets : le Palais de la Lumière et le Château des Ténèbres.
De plus, le sim reçoit un chaudron et un livre de sort lors de son initiation. Il pourra ainsi créer ses ingrédients grâce aux recettes et lancer des sorts, disponibles en fonction du niveau de magie. Ils sont classés en trois types :
- les sorts maléfiques : provoquer des vomissements, des incendies, faire ressusciter quelqu'un en zombie, briser des relations…
- les sorts neutres : faire apparaitre de la nourriture, être propre, se téléporter…
- les sorts bénéfiques : remonter le moral, guérir une maladie, améliorer les relations…

En fonction du type de sorts lancés, le sorcier basculera du côté du Mal ou du Bien.

#### Réputation
Chaque Sim bénéficie maintenant d'une réputation qu'il se crée en fréquentant les terrains communautaires. Plus il salue de monde et se montre sympathique, et meilleure sera sa réputation. Selon que leur réputation est bonne ou mauvaise, les Sims peuvent bénéficier de certains avantages (baisse de loyer, promotion, augmentation…) ou inconvénients (augmentation de loyer, rétrogradation, augmentation du prix des objets du catalogue…).

#### Groupes sociaux
De nouvelles interactions sont disponibles comme les différentes salutations (Tape m'en cinq, Poignée de main virile par exemple) et histoires à raconter. Chaque groupe social possède ses caractéristiques particulières et utiliser le bon salut avec un membre permet par exemple d'améliorer la relation. Les différents groupes sociaux s'installent dans les appartements en fonction de la classe du terrain :
- Mecano du dimanche : classe basse.
- Bohémiens créatifs : classe basse et classe moyenne.
- Sportifs gonflés à bloc : classe moyenne.
- Fanas de technologie atteint de collectionite : classe moyenne et classe haute.
- Fêtards invétéré : classe haute.

#### Autres nouveautés
En plus des vêtements et coiffures, ce disque additionnel apporte d'autres nouveautés :
- Les Sims peuvent enfin se brosser les dents (en utilisant l'armoire a pharmacie), mais aussi sauter à la corde, faire des bisous baveux, s'embrasser en dansant…
- Des nouveaux objets sont disponibles comme un hélicoptère, des escaliers en colimaçon, des penderies sur pieds ou à intégrer dans un placard, des jeux d'extérieurs pour enfants…
- Le téléphone peut être mis en silencieux et les appels peuvent être filtrés (les autres Sims laissent un message sur le répondeur).
- En mode construction, il est maintenant possible de créer des plafonds.
- La hauteur des décorations murales peut être ajustée.
- Les Sims peuvent désormais engager un majordome. Il fait le ménage, entretient la maison, répare des objets si nécessaire, joue avec les enfants, répond à la porte etc.
- Un nouveau quartier est disponible : La Baie de Belladonna, qui propose plusieurs appartements déjà placés.
- Cinq nouvelles compétences sont accessibles dans la bibliothèque :
  - Bonheur à long terme : une jauge d'aspiration élevée diminue moins vite.
  - Conseil matrimonial : permet d'aider à la réconciliation de deux Sims mariés et fâchés.
  - Maîtrise de la colère : un Sim énervé se calmera plus vite.
  - Physiologie :le sim sera meilleur en fitness et aura moins de facilité à grossir.
  - Prévention contre les incendies : le sim aura moins peur du feu, et évacura plus rapidement.

## Kits d'extension

### Les Sims 2: Fun en Famille
Les Sims 2 : Fun en Famille est le premier kit d'extension développé pour le jeu. Il apporte plusieurs gammes d'objets pour enfant, des déguisements et des meubles à thème : château de princesse, marine, Hawaï.

### Les Sims 2: Jour de Fête
Le Kit Jour de Fête est le quatrième Kit d'objets des Sims 2.
Ce Kit porte principalement sur les fêtes, anniversaires et mariage. Il y a de nouvelles coiffures, des robes et costume de fêtes. On peut aussi trouver ce kit inclus dans Les Sims double deluxe.

### Les Sims 2:H&MFashion
Ce kit propose toute une gamme de vêtements issue d'un partenariat avec la chaîne de magasins H&M. Le joueur a aussi la possibilité de créer son magasin H&M, avec du nouveau mobilier à l'effigie de la marque, comme un tapis, une enseigne ou encore une porte vitrée s'étalant sur deux étages.

### Les Sims 2: Tout pour les Ados
Ce kit propose tout une gamme de vêtement et de meubles pour les ados. Trois style sont disponibles: gothique, skateur et classe. Chaque style possède ses propres coiffures et vêtements, mais aussi des objets (lits, bureaux, tables de nuit, bibliothèques, lampes) ainsi que des papiers peints et sols.

### Les Sims 2: Cuisine et Salle de Bain Design
Ce kit propose de nouveaux meubles design pour les cuisines et les salles de bain, ainsi que plusieurs nouvelles maisons.

### Les Sims 2:IkeaHome Design
Cette extension offre une grande quantité d'objets à petits prix. Il offre aussi de nouvelles maisons (dont une déjà meublée).

### Les Sims 2: Demeures de Rêve
Ce kit ajoute au disque original de nombreuses nouvelles choses dans le mode construction et le mode achat.